# Бай Гуан
Бай Гуан (кит. упр. 白光, пиньинь Bái Guāng; настоящее имя — Ши Юнфэнь, 27 июня 1922 — 27 августа 1999) — китайская актриса и певица. Она получила известность в 1940-х годах, как одна из семи великих певиц.

## Биография
В ранние годы, Ши Юнфэнь была ученицей Пекинской театральной труппы (кит. 北平沙龍劇團), и однажды участвовала в постановке Цао Юя «Восход». С 1937 года она училась в Токийском университете в музыкальном отделении, до 1942 года. После театральной школы она хотела стать кинозвездой, говоря, что хотела бы быть подобно лучам света, исходящим от кинопроектора на большой экран. Отсюда, её сценическим псевдонимом стало имя Бай Гуан (кит. 白光), что переводится как «белый свет».
Её песни в жанре мандопоп часто использовались в качестве саундтреках во многих фильмах, где она снималась. В это время было много певиц с более высокими голосами, и её низкий и хриплый голос, во многом, помог ей стать большой звездой в Шанхае. Люди называли её «Королевой низкого голоса» (кит. 低音歌后).
Карьера Бай на большом экране началась в 1943 году. Она была известна по обольстительным ролям из-за своей кокетливой внешности на экране, а также играла злодеек в это время. Среди её известные хиты включают в себя «Осенняя ночь» (秋夜), «Если бы у меня не было тебя» (如果沒有你), «Лицемер» (假正經), «Душа окутана воспоминаниями» (魂縈舊夢) и «В ожидании твоего возвращения» (等著 你 回來).
После войны Бай переехала в Гонконг и присоединилась к компании Great Wall Pictures. В 1949 году фильм «Забытая женщина» (кит. 蕩婦心) был показан в Гонконге. Даже губернатор Александр Грэнтхем пошёл на премьеру.
К 1950 году Бай, устав от фильмов низкого качества, она закончила карьеру актрисы в Китае. После того, как она вышла замуж за американца в 1951 году, она жила в Японии, где с 1953 года руководила ночным клубом в токийском квартале Гиндза. Это замужество не было последним, и она вернулась в Гонконг, где продолжала записывать песни до 1959 года, когда она официально завершила свою карьеру. В 1969 году Бай переехала в Куала-Лумпур, где снова вышла замуж. Позже, в 1979 году она выступила в Тайване. Её последним публичным появлением была церемония награждения певиц в Гонконге в 1995 году.
Бай умерла в Куала-Лумпуре 27 августа 1999 года.

## Фильмография
| Год  | Русское название                        | Китайское название (упр.) | Китайское название (трад.) | Международное название    | Роль              | Релиз |
| ---- | --------------------------------------- | ------------------------- | -------------------------- | ------------------------- | ----------------- | ----- |
| 1943 |                                         | 紅豆生南國                | 紅豆生南國                 | Love Peas of Southland    |                   | —     |
| 1943 | Пламя любви                             | 恋之火                    | 戀之火                     | The Fire of Love          |                   | —     |
| 1947 |                                         | 十三号凶宅                | 十三號凶宅                 | Spy Ring #13              |                   | —     |
| 1949 | Окропленная кровью бегония              | 血染海棠红                | 血染海棠紅                 | Blood Stained Begonia     | Третья госпожа Ма | —     |
| 1949 | Забытая женщина/Неверная                | 蕩妇心                    | 蕩婦心                     | A Forgotten Woman         | Цай Мэйин         | —     |
| 1950 | Песня в дождливую ночь                  | 雨夜歌声                  | 雨夜歌聲                   | Songs in the Rainy Nights | А Цяо             | —     |
| 1950 | Странная женщина                        | 一代妖姬                  | 一代妖姬                   | A Strange Women           | Маленький аромат  | —     |
| 1950 | Двадцать четыре часа брака              | 結婚廿四小時              | 結婚廿四小時               | Hours Passed the Wedding  |                   | —     |
| 1951 | Когда цветут розы/Когда розы расцветают | 玫瑰花开                  | 玫瑰花開                   | Smiling Rose              |                   | —     |
| 1953 | Певица по имени Хонг Линьян             | 歌女红菱艳                | 歌女紅菱艷                 | Tears of Songstress       |                   | —     |